# Radek Zlesák
Radek Zlesák (* 11. července 1983 Nové Město na Moravě) je český politik a stavební inženýr, v letech 2017 až 2021 poslanec Poslanecké sněmovny PČR, od roku 2020 zastupitel Kraje Vysočina, od roku 2014 zastupitel a radní města Žďár nad Sázavou, člen hnutí ANO 2011.

## Život
Vystudoval VOŠ a SPŠ ve Žďáře nad Sázavou a následně Fakultu stavební Vysokého učení technického v Brně (získal titul Ing.). Při studiu se zaměřil na tzv. „městské inženýrství“, kde se zapojil i do vědecké činnosti v oblasti vodárenství.
V roce 2008 nastoupil na pozici vodohospodáře v akciové společnosti ŽĎAS, divize Energetika. V roce 2010 přešel do firmy IP IZOLACE POLNÁ na pozici přípraváře, následně se stal projektantem a ještě později projektovým manažerem (řídí zejména stavební zakázky při revitalizaci bytových domů).
Radek Zlesák žije ve městě Žďár nad Sázavou, je ženatý. Angažuje se v dětském turistickém oddíle Duha AZ, který sídlí ve Žďáře nad Sázavou.

## Politické působení
Od roku 2012 je členem hnutí ANO 2011. V komunálních volbách v roce 2014 byl z pozice lídra kandidátky hnutí ANO 2011 zvolen zastupitelem města Žďár nad Sázavou. Na začátku listopadu 2014 se navíc stal radním města. Ve volbách v roce 2018 post zastupitele města obhájil. Zůstal také radním města. V komunálních volbách v roce 2022 znovu kandidoval do zastupitelstva Žďáru nad Sázavou, tentokrát z 3. místa kandidátky subjektu „ANO 2011 A NEZÁVISLÍ“. Mandát zastupitele obhájil, vlivem preferenčních hlasů skončil první.
Ve volbách do Poslanecké sněmovny PČR v roce 2013 kandidoval za hnutí ANO 2011 v Kraji Vysočina, ale neuspěl. Podařilo se mu to až ve volbách v roce 2017, když byl zvolen poslancem v Kraji Vysočina, a to ze čtvrtého místa kandidátky.
V krajských volbách v roce 2020 byl za hnutí ANO 2011 zvolen zastupitelem Kraje Vysočina. Ve volbách do Poslanecké sněmovny PČR v roce 2021 již nekandidoval.
V krajských volbách v roce 2024 obhájil z pozice člena hnutí ANO post zastupitele Kraje Vysočina.